# Adiantum curvatum
Adiantum curvatum là một loài thực vật có mạch trong họ Adiantaceae. Loài này được Kaulf. miêu tả khoa học đầu tiên năm 1824.